# Jurato Ikeda
Jurato Ikeda (født 17. september 1996) er en japansk fodboldspiller, som spiller for den japanske fodboldklub AC Nagano Parceiro.